# AMOS-60
AMOS-60 (vormals AMOS-3) ist ein Fernsehsatellit, der von Spacecom mit Sitz in Israel betrieben wird. Er wurde am 28. April 2008 an Bord einer Zenit-3SLB-Rakete vom Weltraumbahnhof Baikonur gestartet. Sein ursprünglicher Name war AMOS-3, jedoch wurde er im Jahr 2018 zum 60-jährigen Jubiläum des Staates Israel in AMOS-60 umbenannt.
Der Satellit basiert auf AMOS-2, wurde jedoch mit verbesserter Elektronik ausgerüstet. Er sollte auf eine Position von 4° West gebracht werden, um AMOS-1 zu ersetzen.

## Empfang
AMOS 60 kann in Europa und im Nahen Osten empfangen werden. Dank steuerbarer Antennen ist auch eine Versorgung von Teilen Amerikas möglich. Die Übertragung erfolgt im Ku/Ka-Band.